# Pietà di Tangeri
La  Pietà di Tàngeri è un dipinto di Pietro Cavaro che rappresenta la deposizione nel sepolcro di Gesù ; la tavola faceva parte del retablo della Madonna dei sette dolori che l'artista aveva realizzato per la chiesa dell'Ordine mendicante degli Agostiniani di Cagliari. 

## Storia
Nel 1955 l'opera era stata recuperata  da Raffaello Delogu presso la collezione Antico a Tangeri e fu collocata a Cagliari nella Pinacoteca nazionale. 

### Storia del retablo
Il retablo della Madonna dei sette dolori, probabilmente commissionato al Cavaro dai francescani, originariamente si trovava all'interno della chiesa dell'ordine mendicante; dopo la demolizione della chiesa, secondo lo Spano, fu trasferito nel sant'Agostino Nuovo.
Attualmente, oltre alla Pietà  e alla tavola della Deposizione (recuperata nel 2014), quel che resta del retablo di Nostra Signora dei Sette Dolori è la tavola centrale raffigurante la Madonna Addolorata che è conservata nella chiesa di Santa Rosalia a Cagliari.
Attorno alla tavola della Madonna addolorata, nello scomparto mediano basso del retablo, oltre appunto alla deposizione, erano disposte sicuramente una Fuga in Egitto, un Gesù fra i dottori e una Salita al calvario. Inoltre dovevano probabilmente completare questo retablo una Crocifissione e una Deposizione nel sepolcro, di cui però non si ha più notizia.

## Descrizione
La scena si colloca immediatamente dopo la discesa dalla croce, con Giovanni e le pie donne che compiangono il corpo esangue di Cristo. Sullo sfondo, a metà strada tra il gruppo in primo piano e il Calvario, stanno arrivando Nicodemo e Giuseppe d'Arimatea col sudario per la sepoltura, scena poi dipinta nello scomparto della Deposizione di Gesù.